# Kazakstans damlandslag i fotboll
Kazakstans damlandslag i fotboll representerar Kazakstan i fotboll på damsidan. Landslaget spelade sin första match den 24 september 1995 på neutral plan mot Hongkong. De har aldrig kvalat in till VM, OS eller EM-slutspelet.
Från början tillhörde Kazakstan det asiatiska fotbollsförbundet AFC, men 2002 bytte de förbund till Uefa och tävlar numera i Europa.